# Pierre-Bénite
Pierre-Bénite là một xã thuộc tỉnh Rhône trong vùng Rhône-Alpes phía đông nước Pháp. Xã này nằm ở khu vực có độ cao trung bình 167 mét trên mực nước biển.